# Glendale Heights
Glendale Heights ist eine Gemeinde (mit dem Status "Village") im DuPage County im Nordosten des US-amerikanischen Bundesstaates Illinois. Die Bevölkerung betrug bei der Volkszählung 2010 34.208 Einwohner.
Glendale Heights liegt im Westen der Metropolregion Chicago.

## Geographie
Glendale Heights hat eine Fläche von circa 14 km² und liegt etwa 40 km westlich von Chicago und dem Michigansee.

## Geschichte
Bis in die 1950er Jahre war das Gebiet sehr landwirtschaftlich geprägt. Im Jahr 1959 hatte das Dorf gerade einmal 104 Einwohner.
Am 26. Juni 1959 beantragte die Stadtgemeinschaft die Eintragung als Village. Die ersten Wahlen fanden am 2. August 1959 statt.
Zuerst war das Bevölkerungswachstum in Glendale Heights relativ langsam, so verzeichnete das Dorf bei der Volkszählung 1960 nur 175 Einwohner.
Dies änderte sich jedoch sehr schnell und so verzeichnete die Stadt 1962 schon 2020 Einwohner, 1969 – 10 Jahre nach der Eintragung – hatte sich diese Zahl verfünffacht.

## Bildung
Glendale Heights ist in zwei Schulbezirke unterteilt. In beiden Schulbezirken gibt es eine Reihe von Schulen, die von der Vorschule bis zur Sekundarschule gehen.

## Infrastruktur
Bedingt durch die Nähe zu Chicago besitzt Glendale Heights eine ausgezeichnete Infrastruktur.
Die nächste Autobahn ist die Interstate 355, wobei sowohl die Interstate 88, als auch die Interstate 90 in der Nähe sind.
Der nächstgelegene internationale Flughafen ist der O’Hare International Airport.

## Demografische Daten
Nach der Volkszählung im Jahr 2010 lebten in Glendale Heights 34.208 Menschen in 11.582 Haushalten. Die Bevölkerungsdichte betrug 2.443,4 Einwohner pro Quadratkilometer.
Ethnisch betrachtet setzte sich die Bevölkerung zusammen aus 52,5 Prozent Weißen, 5,9 Prozent Afroamerikanern, 0,6 Prozent amerikanischen Ureinwohnern, 22,1 Prozent Asiaten sowie aus anderen ethnischen Gruppen; 3,4 Prozent stammten von zwei oder mehr Ethnien ab. Unabhängig von der ethnischen Zugehörigkeit waren 30,7 Prozent der Bevölkerung spanischer oder lateinamerikanischer Abstammung.
In den 11.582 Haushalten lebten statistisch je 2,91 Personen.
26,3 Prozent der Bevölkerung waren unter 18 Jahre alt, 66,5 Prozent waren zwischen 18 und 64 und 7,2 Prozent waren 65 Jahre oder älter. 49,1 Prozent der Bevölkerung war weiblich.
Das jährliche Durchschnittseinkommen eines Haushalts lag bei 63.490 USD. Das Pro-Kopf-Einkommen betrug 25.620 USD. 10,8 Prozent der Einwohner lebten unterhalb der Armutsgrenze.

## Bekannte Bewohner
- Billy Corgan (* 1967), Gitarrist von The Smashing Pumpkins